# Монастырь Всех Кельтских Святых
Монастырь в честь всех Кельтских Святых (англ. Monastery of all Celtic Saints) — православная женская монашеская община в юрисдикции митрополии Западной и Южной Европы Румынской православной церкви, расположенная на острове Малл, в Шотландии в Великобритании.

## История
Монастырь был основан в 2010 году на острове Малл, на западном побережье Шотландии в области Аргайл и Бьют и получил в дар старую, построенную в 1755 году пресвитерианскую церковь, являющуюся в настоящее время памятником архитектуры Шотландии.
Монашеская община планирует покупку земли и строительство необходимых для монастырской жизни зданий. Монастырь предполагается женский и с английским языком богослужений. Монастырь на острове Малл планируется без национальной привязки, но в канонической юрисдикции Румынского Патриархата.